# اک کاواک، نیکوزیا
اک کاواک، نیکوزیا (به لاتین: Ak Kavuk, Nicosia) یک منطقهٔ مسکونی در قبرس است که در ناحیه نیکوزیا واقع شده‌است.

## خصوصیات
اک کاواک ۷۹۳ نفر جمعیت دارد.